# Pentatropis capensis
Pentatropis capensis là một loài thực vật có hoa trong họ La bố ma. Loài này được (L. f.) Bullock mô tả khoa học đầu tiên năm 1955.